# 東海增一
東海增一，是拜耳以拉丁字母ζ命名的一顆恆星，它是一顆黃白色調的恆星，位於赤道上的巨蛇座。它的視星等為+4.6等，以肉眼就可以看見，根據太空探測器依巴谷衛星測量的視差變化42.4毫角秒的周年視差，它與太陽的距離是77光年，而且正以-50.7公里/秒的徑向速度接近太陽。估計它會在40萬年的時間裡，以最接近的近日點距離25.7 ly（7.88 pc）掠過太陽。
東海增一的年齡大約是24億歲，它的光譜類型是F2V ，表示它是一顆普通的F型主序星。這顆恆星的直徑大約是太陽的2倍，質量是1.4倍，來自外大氣層的有效溫度為6529k，輻射的光度是太陽的6.3倍。它有一個相對較高的旋轉速度，顯示的投影旋轉速度是69公里/秒。